# Фіксизм

Кольором показано палеографічні області розподілу Cynognathus, Mesosaurus, Glossopteris і Lystrosaurus як доказ тектоніки плит. Фіксизм розглядає скам'янілості, знайдені на різних континентах, щоб пояснити теорію сухопутного моста.

Фіксизм — науковий напрямок в геології, згідно з яким континенти є фіксованими і стоять на одному місці з часу їх утворення в давнині; головною причиною тектонічних деформацій вважаються вертикальні переміщення. Протиставляється мобілізму. 
Фіксизм прийшов на зміну гіпотезі контракції, заснованої на положенні про перевагу в розвитку земної кори горизонтально спрямованих сил. Він базується на уявленнях про первинність вертикальних коливальних рухів і вторинності горизонтальних. 
Великий внесок у розвиток фіксизму внесли вітчизняні геологи й тектоністи: О. П. Карпінський, О. П. Павлов, А. Д. Архангельський, М. М. Тетяєв й інші. Очевидно, першою, найбільш представницькою гіпотезою фіксизму можна вважати хвильову гіпотезу гравітаційної диференціації глибинної речовини Землі, що відбуває в процесі його геохімічної еволюції. Автор гіпотези – голландський геолог Р. В. ван Беммелен включив у поле дії фіксизму всю планету, починаючи з розвитку геосинкліналей і кінчаючи формуванням материків й океанів. Послідовним представником цього напрямку у вітчизняній геології був В. В. Білоусов, що розвивав концепцію ендогенних режимів, засновану на нерозривному зв'язку процесів, що відбуваються в літосфері, із глибинними процесами; уявлення про те, що прояв конкретних ендогенних режимів визначаються взаємовідношенням астеносфери й літосфери й приводить до утворення великих тектонічних структур.